# Campionato italiano femminile di hockey su ghiaccio 2003-2004
Nella stagione 2003-04, il Campionato italiano femminile di hockey su ghiaccio prevedeva la sola serie A.

## Serie A
Furono cinque le squadre al via: Agordo Hockey, Eagles Ice Team Bolzano, HC Lario Halloween, HC Crocodiles Girls Merano e HC All Stars Piemonte. Un doppio girone di andata e ritorno ha determinato la griglia dei play-off, con semifinali e finale.

### Classifica finaleRegular Season
| Squadra   | Pt. | Vinte | Nulle | Perse | GF  | GS |
| --------- | --- | ----- | ----- | ----- | --- | -- |
| Bolzano   | 31  | 15    | 1     | 0     | 132 | 17 |
| Agordo    | 25  | 12    | 1     | 3     | 75  | 42 |
| Piemonte  | 11  | 5     | 1     | 10    | 30  | 57 |
| Halloween | 9   | 3     | 3     | 10    | 22  | 73 |
| Merano    | 5   | 1     | 2     | 13    | 17  | 85 |

### Play-Off

#### Semifinali
```
Gara 1
 - 12 febbraio 
2004

Eagles Bolzano - HC Lario Halloween   13-0
Agordo Hockey - HC All Stars Piemonte 2-0
```

```
Gara 2
 - 15 febbraio 
2004

HC Lario Halloween - Eagles Bolzano   1-8
HC All Stars Piemonte - Agordo Hockey 2-5
```

#### Finali
3º/4º Posto
```
Gara 1
 - 22 febbraio 
2004

HC All Stars Piemonte - HC Lario Halloween 3-1
```

```
Gara 2
 - 25 febbraio 
2004

HC Lario Halloween - HC All Stars Piemonte 3-0
```

```
Gara 3
 - 29 febbraio 
2004

HC All Stars Piemonte - HC Lario Halloween 2-0
```

1º/2º Posto
```
Gara 1
 - 22 febbraio 
2004

Agordo Hockey - Eagles Bolzano 5-7
```

```
Gara 2
 - 25 febbraio 
2004

Eagles Bolzano - Agordo Hockey 2-3
```

```
Gara 3
 - 29 febbraio 
2004

Eagles Bolzano - Agordo Hockey 4-0
```

Le Eagles Ice Team Bolzano vincono per la quinta volta il titolo italiano.